# Asana

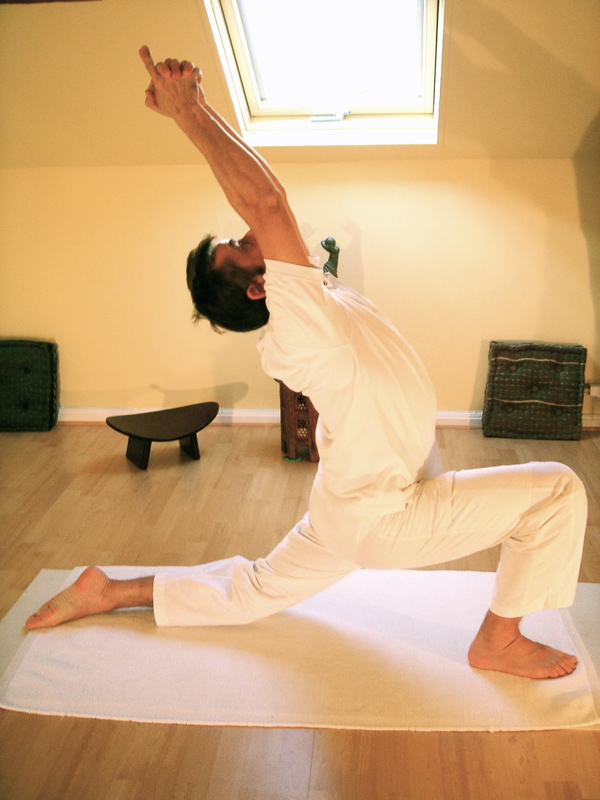
Ashwa sanchalanasana, o posizione equestre

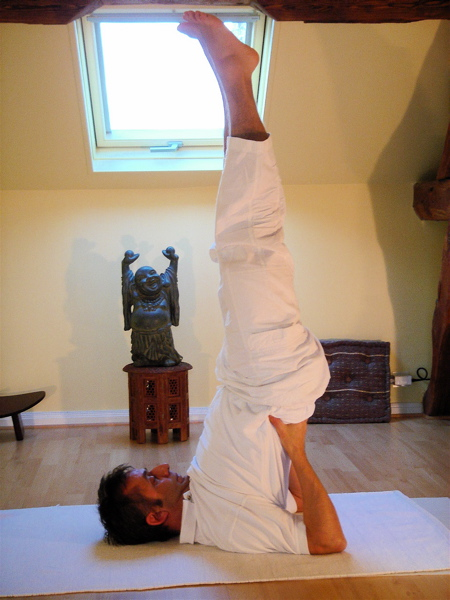
Sarvangasana, o posizione della candela

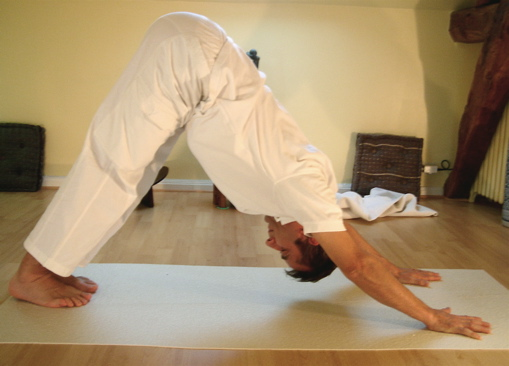
Adho mukha svanasana, o posizione del cane che guarda indietro

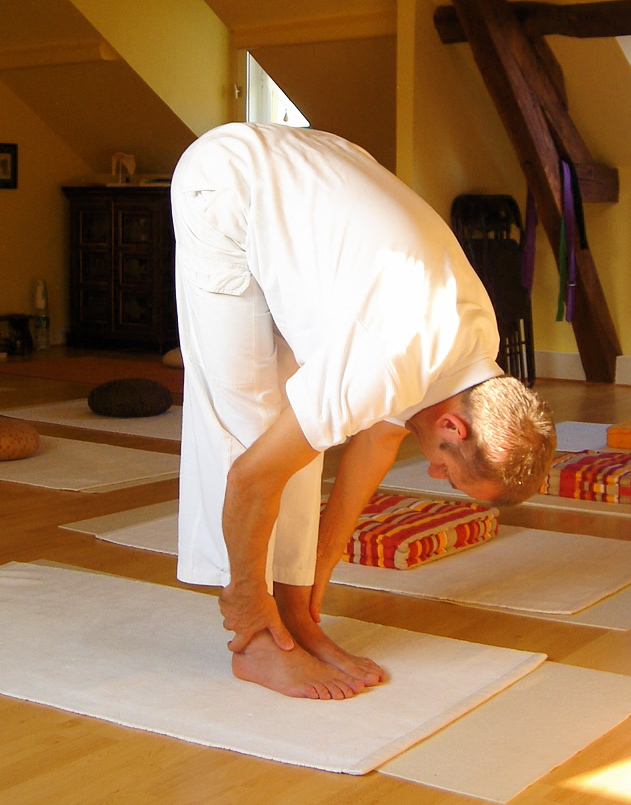
Uttanasana, o posizione della pinza in piedi

Asana (devanagari: आसन, IAST āsana) sono posizioni o posture utilizzate in alcune forme di yoga, in particolare nello Hatha Yoga. Il termine viene tradotto al maschile per convenzione degli studiosi di Sanscrito. La funzione degli asana è direttamente collegata alla fisiologia indiana, fondata sul sistema sottile. Secondo tale sistema, attraverso l'assunzione di diverse posizioni del corpo, il praticante diviene in grado di purificare i canali energetici (Nadi), incanalare l'energia verso specifici punti del corpo ed ottenere così un notevole beneficio psicofisico.
Gli asana conosciuti sono alcune migliaia; ciascuno di essi porta un nome derivato dalla natura (soprattutto animali), o dalla mitologia induista. Gli asana vengono spesso integrati con mudra (gesti simbolici delle mani), prāṇāyāma (tecniche respiratorie) e mantra (suoni) allo scopo di modificarne o potenziarne gli effetti.

## Esempi di asana
Asana del Gheraṇḍa Saṃhitā 
Gheranda Samhita significa "La raccolta di Gheranda", è un testo di Hatha Yoga ad opera di Gheranda e del suo discepolo Chandakapali datato tra il XVI secolo e XVII secolo. Esso descrive in modo enciclopedico 32 dei principali asana:
1. siddhasana (perfetta)
2. padmasana (loto)
3. bhadrasana (trono)
4. muktasana (libertà)
5. vajrasana (diamante)
6. svastikasana (fortuna)
7. simhasana (leone)
8. gomukhasana (muso di vacca)
9. virasana (eroe)
10. dhanurasana (arco)
11. mritasana (morto) anche detta shavasana (cadavere)
12. guptasana (nascondimento)
13. matsyasana (pesce)
14. matsyendrasana (Matsyendra o signore dei pesci)
15. gorakshasana (Goraksha o guardiano delle vacche)
16. pashimottanasana (pinza seduta)
17. utkatasana (sedia)
18. sankata
19. mayurasana (pavone)
20. kukkuta (gallo)
21. kurmasana (tartaruga)
22. uttanakurma
23. uttanamanduka
24. vrikshasana (albero)
25. mandukasana (rana)
26. garudasana (Garuḍa o aquila)
27. vriskha
28. salabhasana (locusta)
29. makarasana (coccodrillo)
30. ushtrasana (cammello)
31. bhujangasana (cobra/serpente)
32. yoga

 Asana dell'Hatha Yoga Pradipika 
Hatha Yoga Pradipika è un testo di Hatha Yoga ad opera di Svatmarama, un discepolo di Gorakhnāth, del XV secolo. Esso descrive 15 asana principali:
1. svastikasana (fortuna)
2. gomukhasana (muso di vacca)
3. virasana (eroe)
4. kurmasana (tartaruga)
5. kukkutasana
6. uttaana kurmasana
7. dhanurasana (arco)
8. matsyasana (pesce)
9. paschimatana
10. mayurasana (pavone)
11. shavasana (cadavere)
12. siddhasana (perfetta)
13. padmasana (loto)
14. simhasana (leone)
15. bhadrasana (trono)

## Sequenze di asana
Molto spesso i singoli asana vengono raggruppati in sequenze, in cui alle posizioni si fanno seguire delle controposizioni. Tra le combinazioni di asana più conosciuti troviamo il Saluto al Sole (Surya Namaskara) e la Serie Rishikesh.
 Surya Namaskara (Saluto al Sole) 
Il saluto al sole è una serie di 12 asana che dovrebbe essere eseguito al momento del sorgere del sole, per poter meglio sfruttare l'energia solare presente in quel momento. Lo scopo di questa sequenza, oltre a quello devozionale nei confronti del sole, è quello di sciogliere ed allungare la muscolatura. È consigliato svolgere un "Saluto al Sole" prima di una sessione di Hatha Yoga.
| Pranamasana          | posizione della preghiera              | 1  |
| Hasta uttanasana     | posizione delle mani sollevate         | 2  |
| Padahastasana        | posizione delle mani ai piedi          | 3  |
| Ashwa sanchalanasana | posizione equestre                     | 4  |
| Adho mukha svanasana | posizione del cane che guarda indietro | 5  |
| Ashtanga namaskara   | saluto con gli otto arti del corpo     | 6  |
| Bhujangasana         | posizione del serpente o del cobra     | 7  |
| Adho mukha svanasana | posizione del cane che guarda indietro | 8  |
| Ashwa sanchalanasana | posizione equestre                     | 9  |
| Padahastasana        | posizione delle mani ai piedi          | 10 |
| Hasta uttanasana     | posizione delle mani sollevate         | 11 |
| Pranamasana          | posizione della preghiera              | 12 |

 Serie Rishikesh 
La serie Rishikesh è una sequenza di asana fondamentali insegnata nel famoso ashram (eremo) di Rishikesh del Swami (maestro) Shivananda (1887 – 1963):
| Sarvangasana         | posizione della candela                           | 1  |
| Halasana             | posizione dell'aratro                             | 2  |
| Matsyasana           | posizione del pesce                               | 3  |
| Pashimottanasana     | posizione della pinza seduta                      | 4  |
| Bhujangasana         | posizione del serpente o del cobra                | 5  |
| Salabhasana          | posizione della locusta                           | 6  |
| Dhanurasana          | posizione dell'arco                               | 7  |
| Ardha Matsyendrasana | posizione di Matsyendra o del "signore dei pesci" | 8  |
| Shirsasana           | posizione capovolta                               | 9  |
| Shavasana            | posizione del cadavere                            | 10 |

## Classificazione
Gli asana possono essere classificati in vari modi.
- posizioni sedute
- posizioni in ginocchio
- posizioni in piedi
- posizioni supine
- posizioni prone
- posizioni capovolte

## Glossario
| Sanscrito | Italiano       | Esempi                           |
| --------- | -------------- | -------------------------------- |
| anga      | membra         | ashtanga namaskara, sarvangasana |
| ardha     | metà, parziale | ardha salabhasana                |
| baddha    | legato         | baddha konasana                  |
| baka      | gru            | bakasana                         |
| bala      | bambino        | balasana                         |
| chandra   | luna           | chandraasana                     |
| danda     | bastone        | dandasana                        |
| dhanura   | arco           | dhanurasana                      |
| hala      | aratro         | halasana                         |
| janu      | ginocchio      | janu shirsasana                  |
| kona      | angolo         | trikonaasana                     |
| mukha     | faccia         | adho mukha svanasana             |
| nava      | barca          | navasana                         |
| padma     | loto           | padmasana                        |
| parvata   | montagna       | parvatasana                      |
| paripurna | intero         | paripurna vajrasana              |
| pashima   | dorso          | pashimottanasana                 |
| sarva     | tutto          | sarvangasana                     |
| setu      | ponte          | setu bandhasana                  |
| shava     | cadavere       | shavasana                        |
| shirsa    | testa          | shirsasana                       |
| svana     | cane           | adho mukha svanasana             |
| tada      | montagna       | tadasana                         |
| uttana    | estendere      | uttanasana                       |
| trikona   | triangolo      | trikonasana                      |
| ushtra    | cammello       | ushtrasana                       |
| viparita  | rovesciato     | viparita dhanurasana             |
| vajra     | tuono          | vajrasana                        |
| vira      | eroe           | virasana                         |
| vriksha   | albero         | vrikshasana                      |

## Asana nella religione buddhista
Si possono trovare quattro pose Asana: Buddha in piedi, seduto, che cammina o sdraiato. Le prime tre colgono Buddha in scene di vita quotidiana: mentre medita, insegna o protegge i discepoli. Il Buddha sdraiato invece raffigura gli ultimi istanti della sua vita, quando raggiunge il Nirvana, cioè il momento in cui si libera dal dolore.